# Camille Doncieux
Camille Léonie Doncieux (Lyon, 15 januari 1847 – Vétheuil, 5 september 1879) was een Frans schildersmodel.
Zij was het favoriete model en de eerste vrouw van Claude Monet. Ook voor andere schilders van de impressionistische stroming poseerde ze, bijvoorbeeld voor Auguste Renoir en Édouard Manet.

## Biografie
Camille Doncieux vertrok naar Parijs en werd daar model. In maart 1865 ontmoette zij Claude Monet. Al snel kregen ze een serieuze relatie en vanaf 1867 woonden ze samen. De familie van de schilder had veel bezwaar tegen hun relatie, vooral toen Camille in verwachting bleek.
Camille Doncieux en Claude Monet traden in het huwelijk in 1870. Het echtpaar kreeg twee zonen: Jean Monet (1867-1914) en Michel Monet (1878-1966).
De geboorte van hun tweede kind verzwakte haar reeds fragiele gezondheid. Alice Hoschedé, destijds de maîtresse van Monet en later zijn tweede vrouw, zorgde anderhalf jaar lang voor Camille tijdens de ziekte die haar trof tot aan haar dood op 32-jarige leeftijd.

## Als model van Claude Monet, Édouard Manet en Pierre-Auguste Renoir
Een van de eerste schilderijen die Claude Monet van haar maakte, was Vrouw in een groene jurk, dat hij op de Salon van 1866 presenteerde onder de naam Camille.
Camille was er ook bij toen Claude Monet tijdelijk deelnam aan de Japonisme-beweging. Zij was een groot bewonderaar van Japanse kunst en ook een groot verzamelaar, zoals blijkt uit haar verzameling ukiyo-e-prenten die tegenwoordig in Giverny wordt bewaard. Ze poseerde in een rode kimono voor een van de beroemdste schilderijen van deze beweging, La Japonaise. Camille, die van zichzelf donker haar had, droeg voor dit schilderij een blonde pruik die haar identiteit als Europese vrouw benadrukt. Dit geeft aan dat het schilderij eerder de voorstelling en toe-eigening van de Japanse cultuur laat zien dan een authentieke Japanse omgeving.
Toen het gezin in Argenteuil woonde, poseerde ze voor het schilderij La Capeline rouge (de rode cape), dat Monet rond 1873 maakte en dat hij tot aan zijn dood in 1926 bewaarde.
Op meerdere impressionistische schilderijen van haar echtgenoot was zij een van de figuranten in de buitenlucht, lopend of rustend in weide, park of tuinomgevingen. Een van de bekendste werken van dit genre is het zomerse Klaprozen. Een schilderij dat het private familieleven weergaf, is het schilderij Camille en zoon Jean in de tuin van Argenteuil uit 1873.
In de zomer 1874 verbleef Édouard Manet in het huis van zijn familie in Gennevilliers, aan de overkant van de Seine bij Monet in Argenteuil. De twee schilders zagen elkaar die zomer vaak en bij een aantal gelegenheden kregen ze gezelschap van Renoir. Terwijl Manet het schilderij van Monet met zijn vrouw Camille en hun zoontje Jean schilderde, schilderde Monet Manet op zijn schildersezel. Renoir, die arriveerde net toen Manet begon te werken, leende verf, penselen en doek, zette zich naast Manet en schilderde ook Camille en Jean.

## Galerij schilderijen van Monet, Manet en Renoir

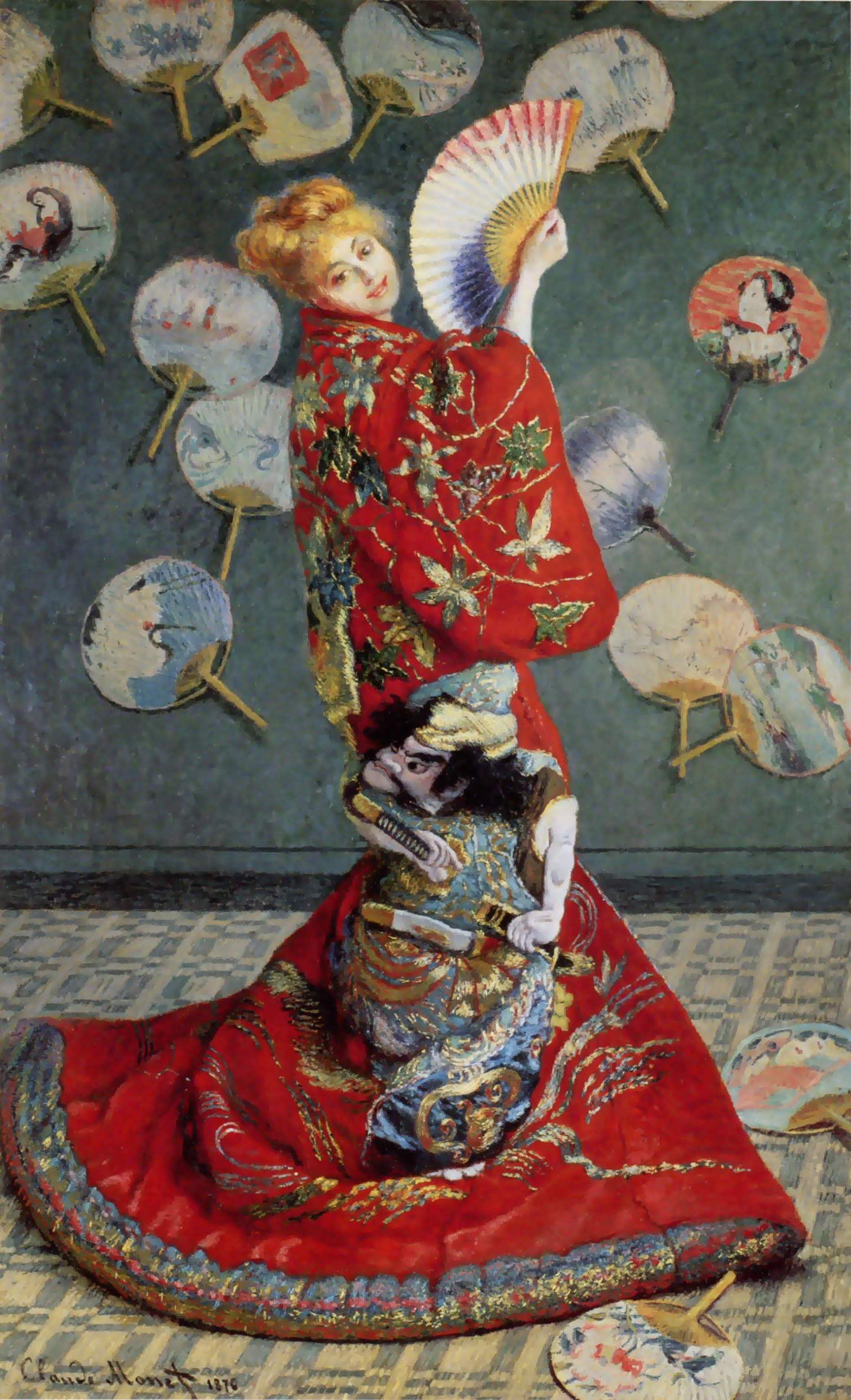
Claude Monet: De Japanse vrouw, portret van Camille Monet in een kimono.
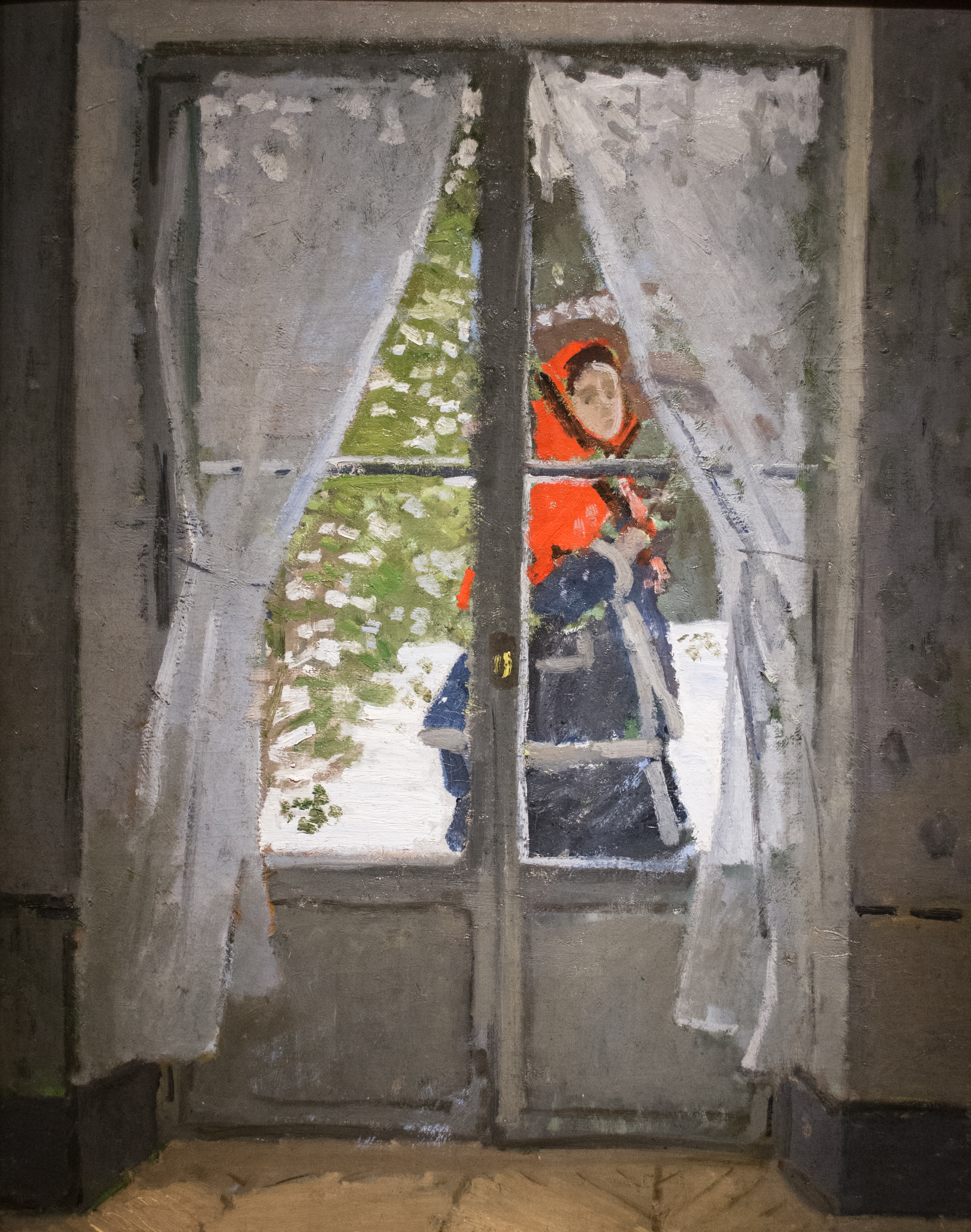
Olieverfschilderij van Madame Camille Monet met rode cape in de sneeuw, door Claude Monet
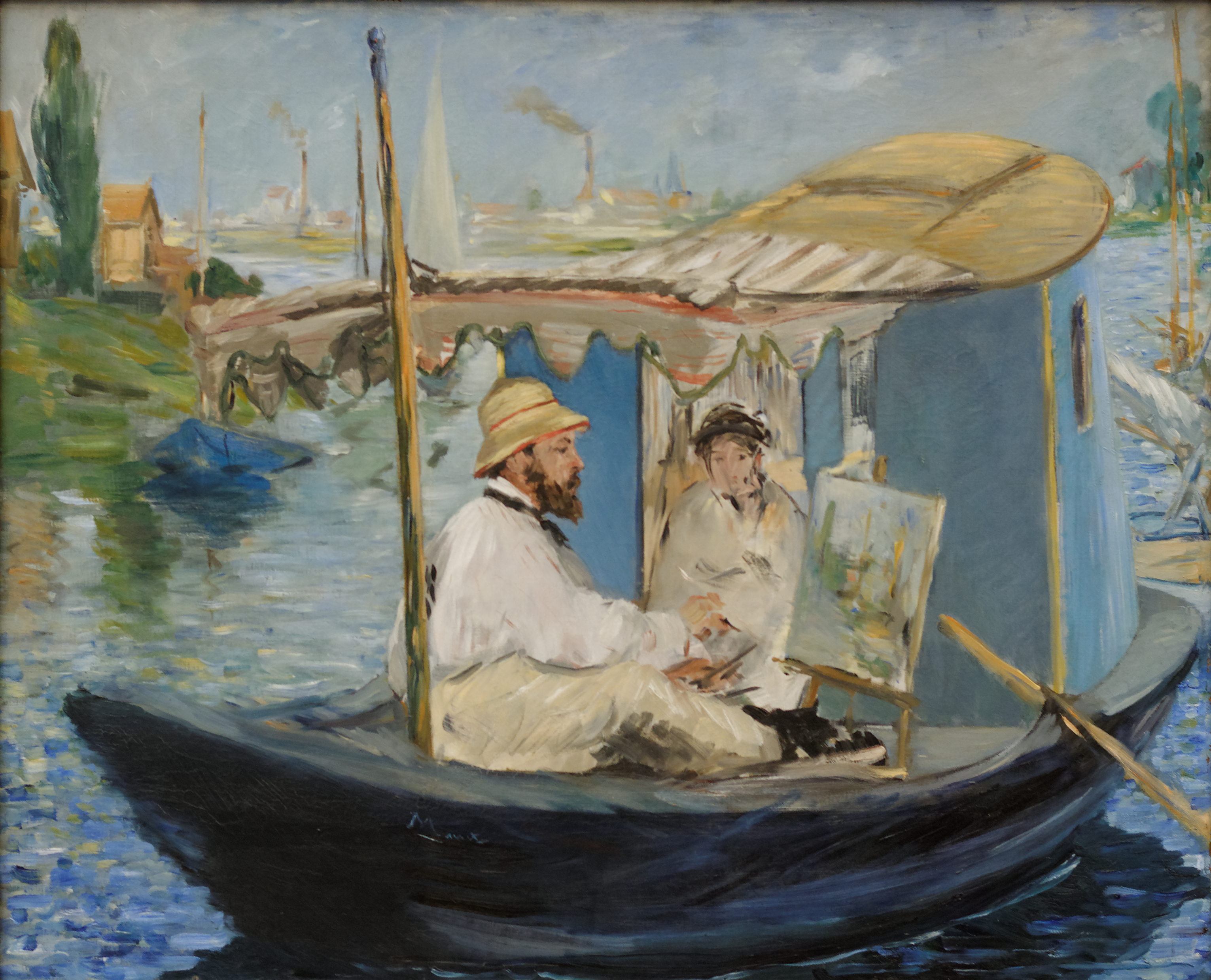
Monet schildert op zijn atelierboot, Édouard Manet
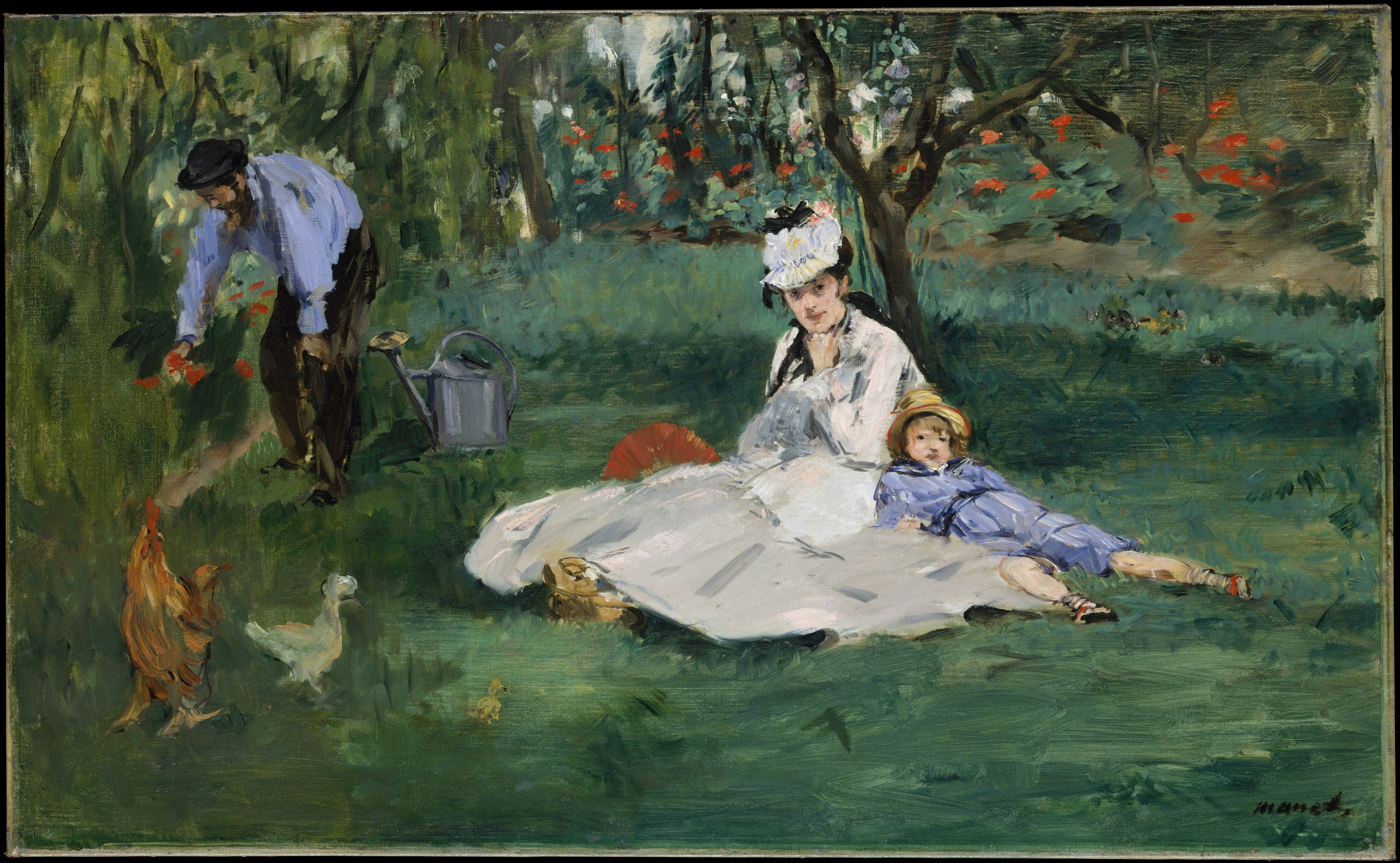
De familie Monet in hun tuin in Argenteuil, Édouard Manet
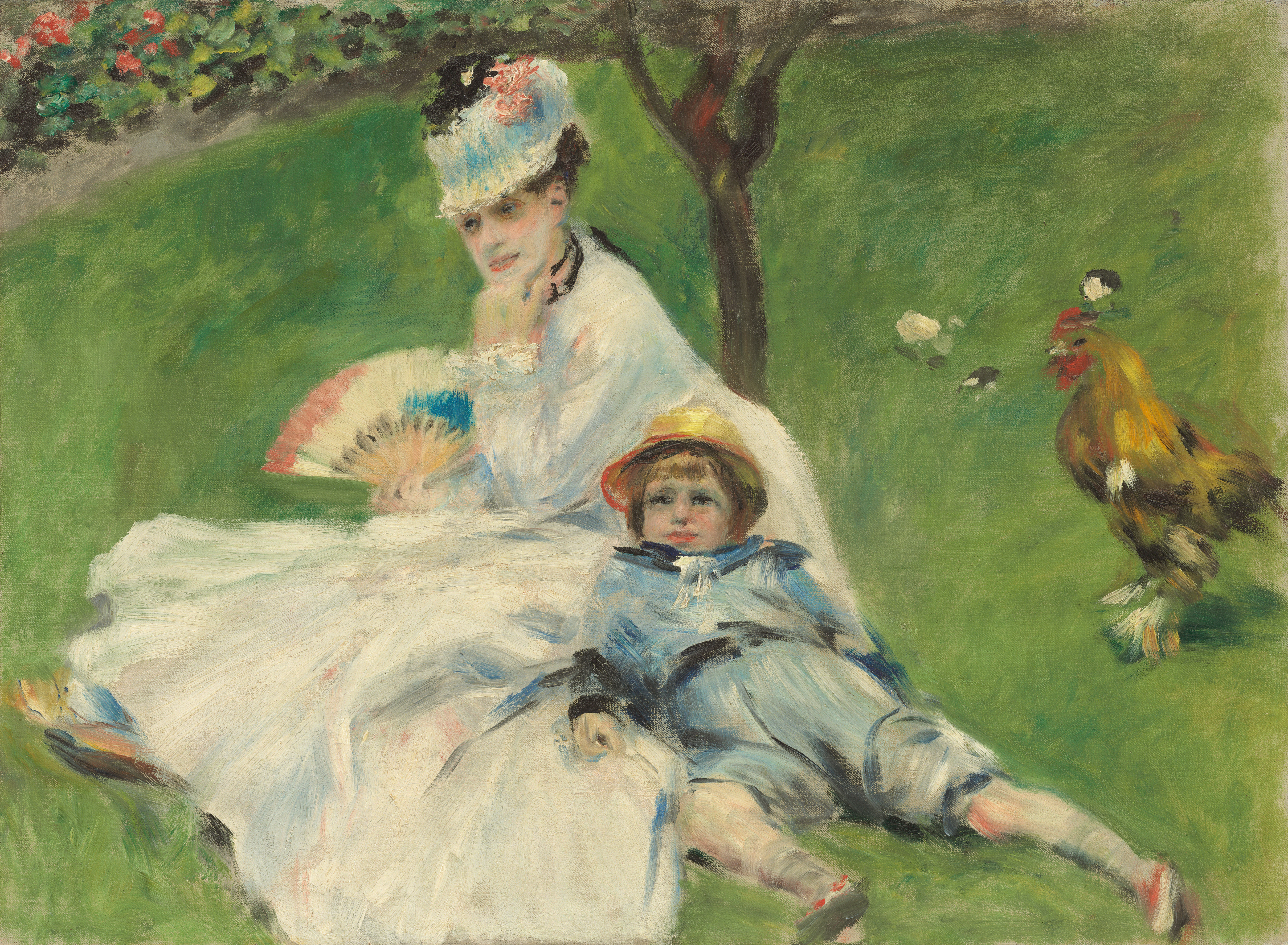
Madame Monet en haar zoon, Pierre-Auguste Renoir
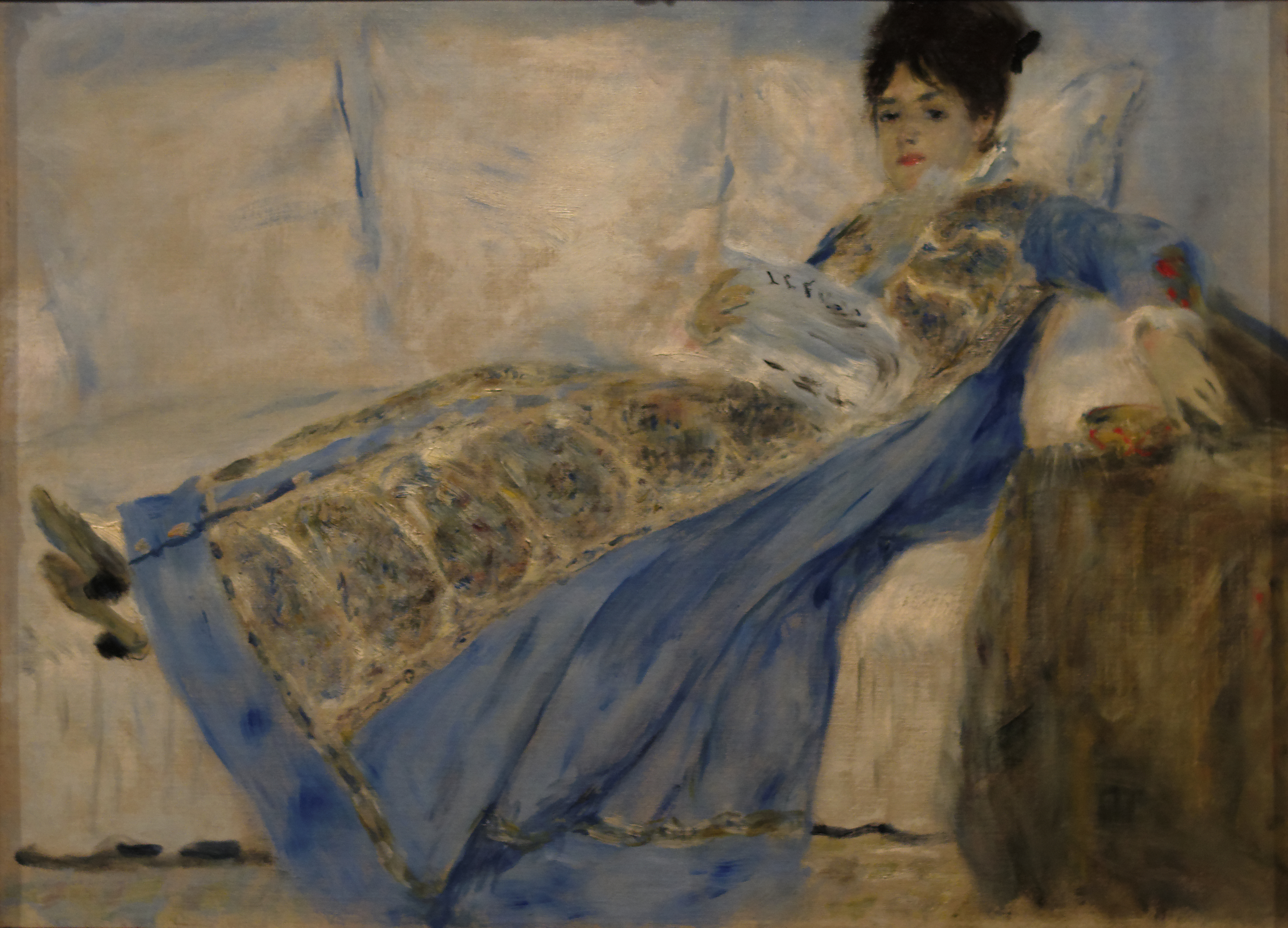
Camille Doncieux leest Le Figaro, Pierre-Auguste Renoir
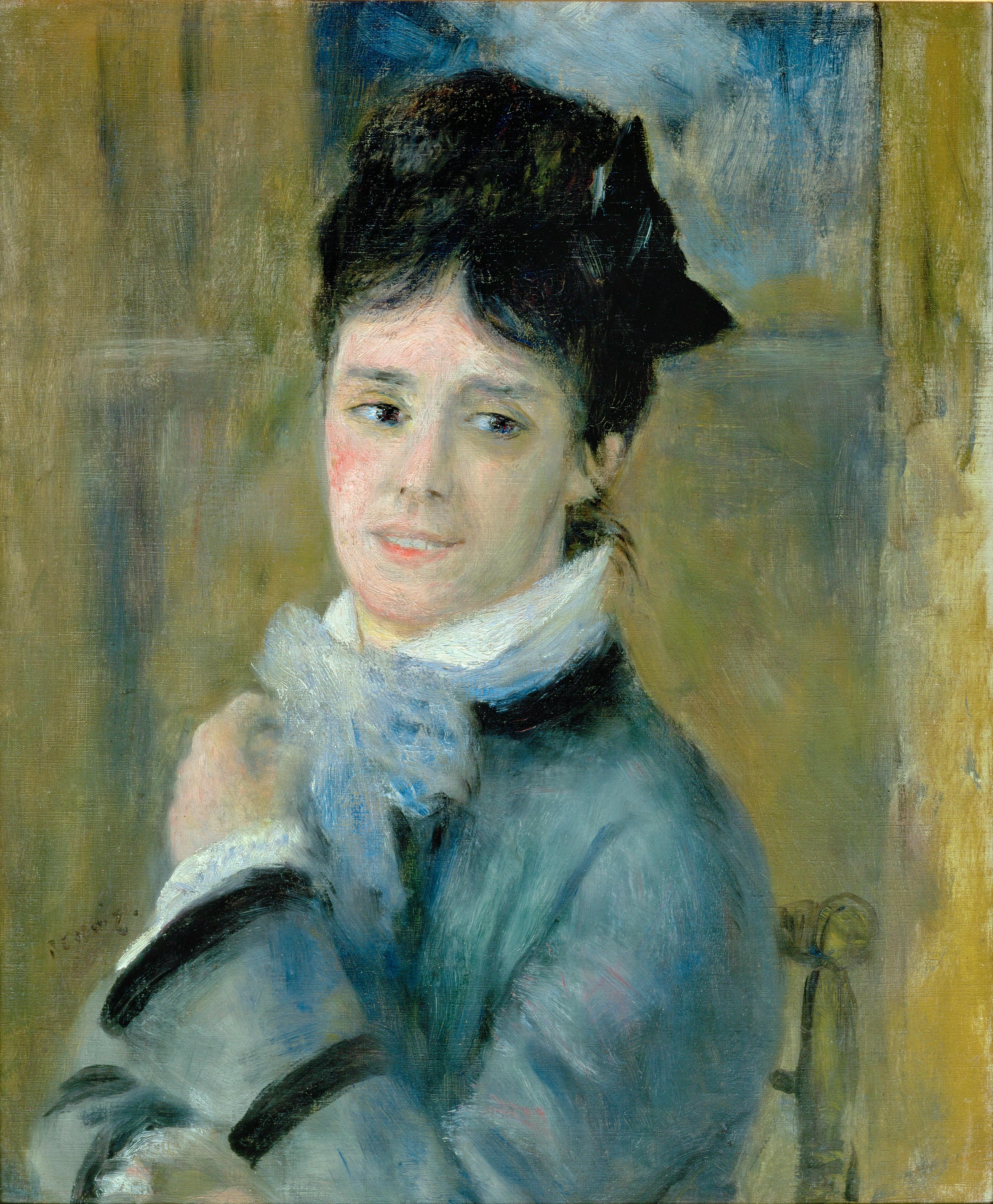
Camille Monet, Pierr-Auguste Renoir